# Mohácsi-sziget
Mohácsi-sziget är en slätt i Ungern. Den ligger i den sydvästra delen av landet, 170 km söder om huvudstaden Budapest.